# Bow (Londres)
Bow est un district du borough londonien de Tower Hamlets dans l'est de Londres. C'est une zone bâtie et principalement résidentielle, située à 7,4 km à l'est de Charing Cross.
Autrefois partie du comté traditionnel du Middlesex, il a été intégré au comté de Londres après l'adoption de la loi sur le gouvernement local de 1888. « Bow » est une abréviation du nom médiéval Stratford-at-Bow, dans lequel « Bow » fait référence au pont en arc qui y a été construit au début du XIIe siècle. Bow contient des parties du parc Victoria et du parc olympique Queen Elizabeth. Old Ford et Fish Island (en) sont des localités de Bow, mais Bromley-by-Bow (en) (historiquement et officiellement simplement « Bromley »), immédiatement au sud, est un district distinct. Ces distinctions trouvent leur origine dans les limites historiques des paroisses.
Bow a fait l'objet d'une vaste régénération urbaine, notamment avec le remplacement ou l'amélioration des logements sociaux, sous l'impulsion de l'organisation des Jeux olympiques de 2012 à Stratford.